# Химзо Половина
Д-р Химзо Половина (на босненски: Himzo Polovina) е известен певец и автор на песни в стила Севдалинка, както и лекар психиатър от Босна и Херцеговина. Мнозина го смятат за най-изявения интерпретатор на севдалинки.

## Биография
Роден на 11 март 1927 г. в квартал Доня махала на град Мостар (Западна Херцеговина), Кралство на сърби, хървати и словенци, в семейството на бошняка Мушан Половина и словенката Иванка Хлебец.